# Sveriges Riksradio
Национальное радио Швеции (швед. Sveriges Riksradio AB) — шведская радиокомпания существовавшая в 1979—1993 годы.

## Правопредшественники
Компания возникла в 1979 году на базе подразделений акционерного общества «Радио Швеции».

## Радиовещательная деятельность компании
Компания вела:
- радиовещание по 1-й программе в Швеции, звучавшей на средних и ультракоротких волнах;
- радиовещание по 2-й программе в Швеции, звучавшей на средних и ультракоротких волнах;
- радиовещание по 3-й программе в Швеции, звучавшей на ультракоротких волнах;

## Владельцы
Владельцем радиокомпании являлся шведский медиа-холдинг «Радио Швеции».

## Правопреемники
В 1993 году компания была реорганизована путём объединения с акционерным обществом «Местное радио Швеции» в акционерное общество «Радио Швеции».